# Encephalartos ituriensis
Encephalartos ituriensis är en kärlväxtart som beskrevs av Paul Rodolphe Joseph Bamps och Stanisław Lisowski. Encephalartos ituriensis ingår i släktet Encephalartos och familjen Zamiaceae. IUCN kategoriserar arten globalt som nära hotad. Inga underarter finns listade i Catalogue of Life.